# Ivan Löbl

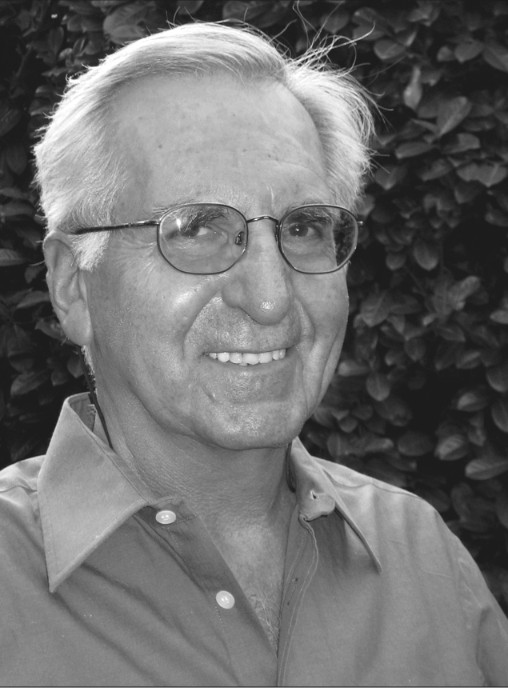
Ivan Löbl (2014)

Ivan Löbl (* 20. Mai 1937 in Bratislava, Tschechoslowakei) ist ein slowakisch-schweizerischer Entomologe.

## Leben
Löbl verbrachte seine Kindheit während des Zweiten Weltkriegs zunächst in England und anschließend in der Tschechoslowakei, wo er zuerst in Prag und dann in Bratislava lebte. Im Alter von 12 Jahren begann er Käfer zu sammeln. Von 1959 bis 1962 arbeitete er als Assistent des Kurators für Zoologie am Regionalmuseum in Trnava, ab 1962 dann am Slowakischen Nationalmuseum in Bratislava. 1968 wurde er an der Komenský-Universität in Bratislava promoviert. Im selben Jahr emigrierte er in die Schweiz. Er erhielt ein Forschungsstipendium, mit dem er als Assistent in der entomologischen Abteilung des Muséum d’histoire naturelle de la Ville de Genève arbeitete. Später wurde er wissenschaftlicher Mitarbeiter und war dann von 1992 bis zu seinem Ruhestand im Jahre 1999 als Kurator tätig. Als Ehrenkurator publizierte er anschließend noch weiter.
Löbl gilt als einer der führenden Experten für die Familie der Kurzflügler (Staphylinidae), von denen er mehr als 1500 Taxa und 1400 Arten erstbeschrieb. Zu seinen Forschungsschwerpunkten zählen die Unterfamilien Scaphidiinae und Pselaphinae. Seine Bibliographie umfasst über 350 Schriften. In Zusammenarbeit mit Aleš Smetana war er Redakteur und Koordinator des achtbändigen Catalogue of Palaearctic Coleoptera, in dem die Synonymie und Verbreitung der etwa 100.000 Käferarten der Paläarktischen Region aufgeführt ist.
1969 wurde Löbl Mitglied der Schweizerischen Entomologischen Gesellschaft und 2008 Ehrenmitglied. 2007 wurde er anlässlich des 20. Internationalen Symposiums für Entomofaunistik in Mitteleuropa (SIEEC XX) in Cluj-Napoca mit der Ehrenmedaille für herausragende Leistungen auf dem Gebiet der Entomofaunistik ausgezeichnet. 2008 wurde er auch Ehrenmitglied der Tschechischen Entomologischen Gesellschaft.

## Dedikationsnamen
Nach Löbl sind über 350 Taxa benannt, die von mehr als 150 Autoren beschrieben wurden, darunter Geoparnus loebli, Pselaphodes loebli, Liossonotocoris loebli, Fenderia loebli und Edaphus loebli.